# 祭壇画

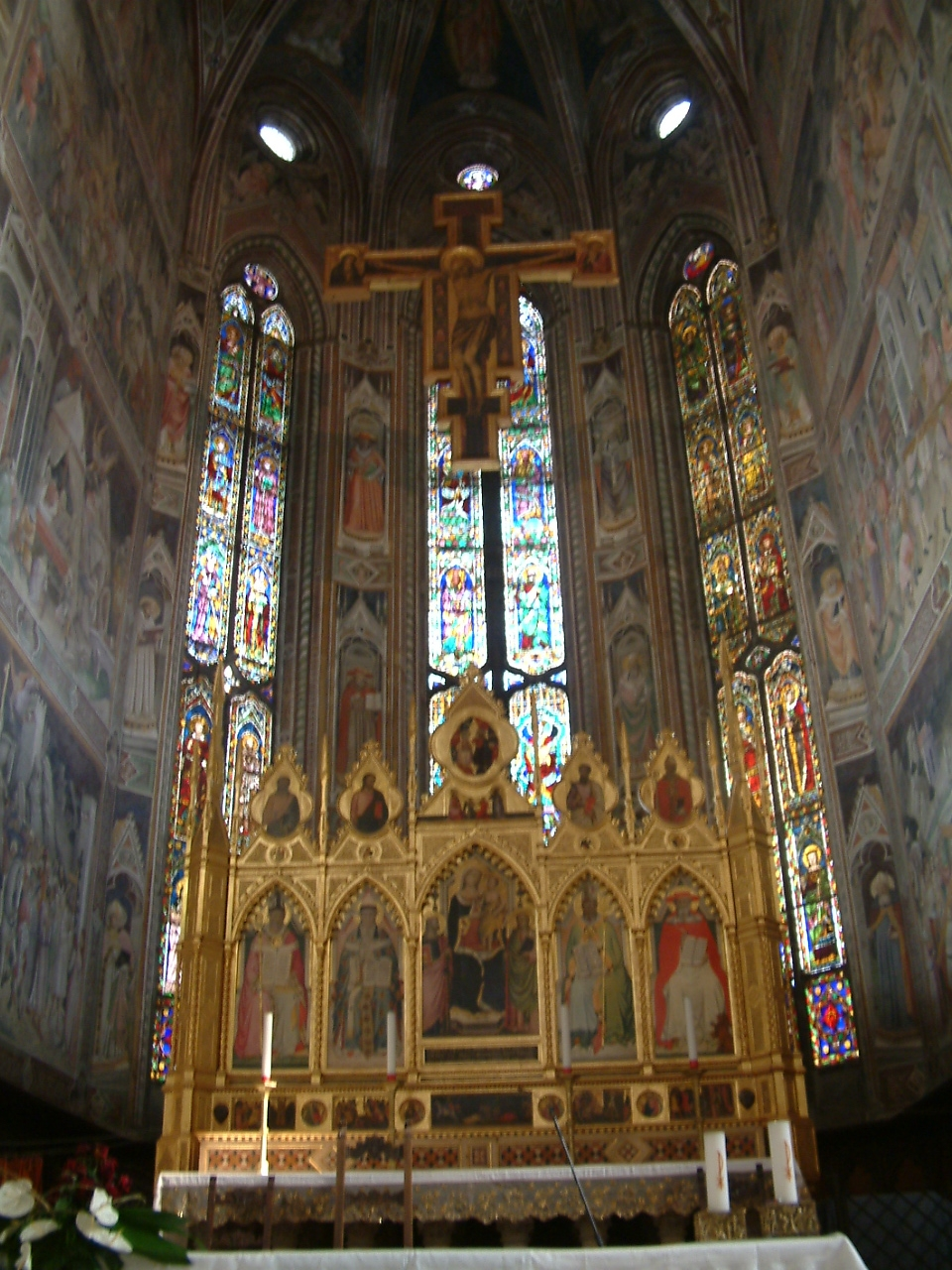
フィレンツェ、サンタ・クローチェ教会の祭壇画

祭壇画（さいだんが）またはアルターピース（altarpiece）は、教会の祭壇飾りのこと。具体的には、宗教的題材を描いた絵もしくはレリーフを、教会の祭壇背後の枠の中に取り付ける。祭壇画はしばしば2つないしそれ以上の分かれたパネルから成り、パネルは板絵(en)の技法で作られる。パネルが2つなら二連祭壇画 、3つなら三連祭壇画、それ以上なら多翼祭壇画と呼ばれる。彫刻群を祭壇の上に置くこともあるし、場合によっては、祭壇そのものを指すこともある。
もし祭壇が聖歌隊席と区切られていなければ、祭壇画の表裏に絵を描くこともできる。内陣障壁、背障も一般に飾られる。
有名な例としては、
- ヴェネツィア、サン・マルコ寺院にあるビザンティン美術のパラ・ドーロ
- フーベルト・ファン・エイク、ヤン・ファン・エイク兄弟の『ヘントの祭壇画』
- ゴシック期のファイト・シュトースの祭壇画
- マティアス・グリューネヴァルトの『イーゼンハイム祭壇画』

などがある。
なお、祭壇の前を飾るものはアンテペンディウムという。

## 二連祭壇画
二連祭壇画（にれんさいだんが、英語：Diptych）は、2枚のパネルでできた祭壇画。二連祭壇画の中には、たとえばウィルトンの二連祭壇画（ウィルトン・ディプティク）のように、小さくて、持ち運びできるものもある。
なお、Diptychには別の意味もある。（ディプティクを参照）

## 三連祭壇画
三連祭壇画（さんれんさいだんが、英語：triptych、トリプティック）という言葉は、tri-（3つの）+ptychē（折り重ねる）から成り、つまり、3つの部分に分けられた絵画（多くは板絵）作品、もしくは蝶番で折り畳むことのできる3つの木彫りされた板のこと。真ん中の板は他の2枚より大きくて、3枚の内容には関連性がある。

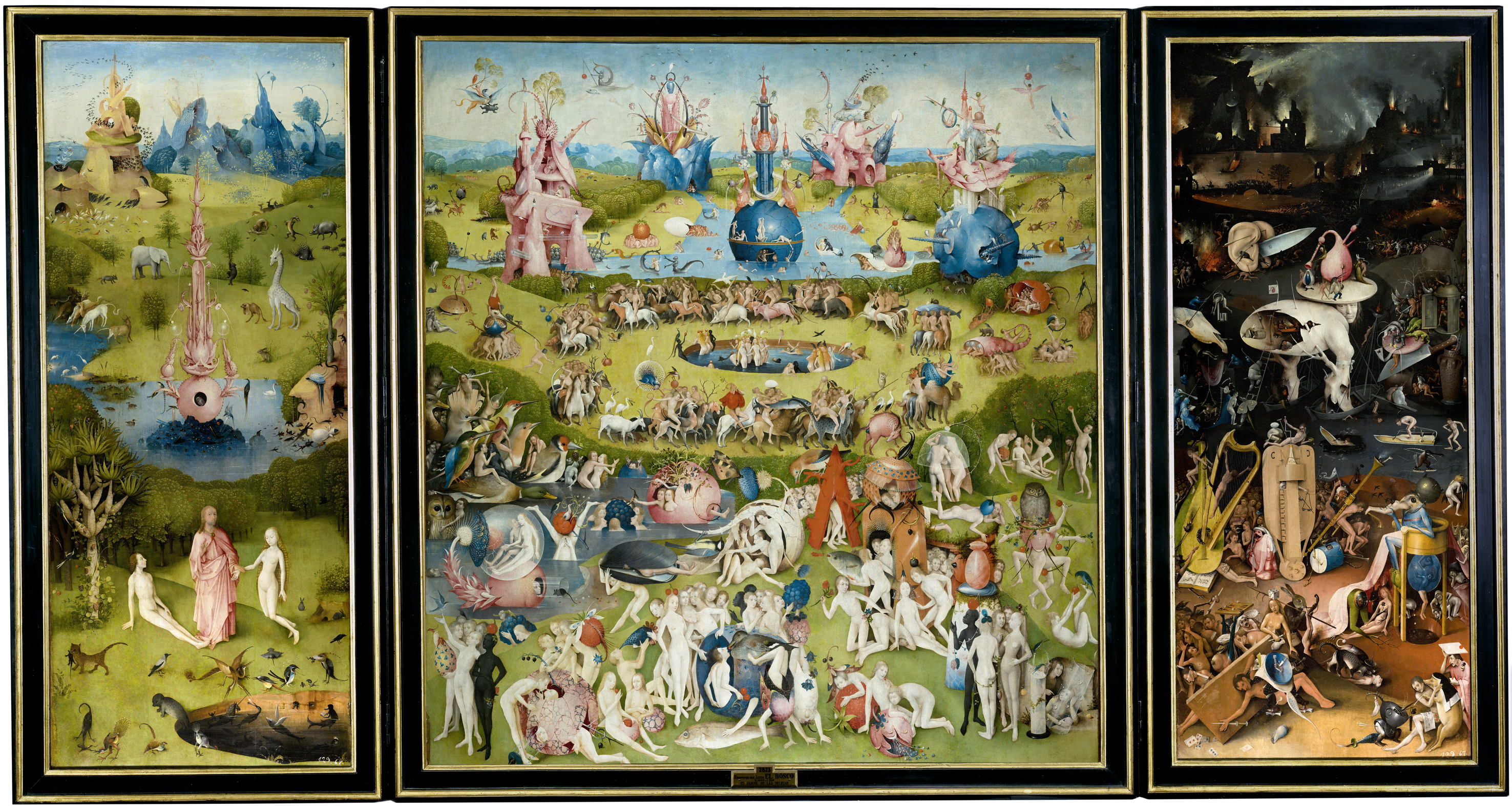
ヒエロニムス・ボスの『快楽の園』

この三連形式は初期キリスト教美術から発生し、中世以降は祭壇画の標準フォーマットとなった。その地理的範囲は東は東ローマ帝国から、西はイギリスのケルト教会まで。ルネサンス期の画家・彫刻家、たとえばハンス・メムリンクやヒエロニムス・ボスなどが、この形式を使用した。例として、イギリスのスランダフ大聖堂 Llandaff Cathedral、ルーベンスの2作品があるベルギー・アントウェルペンのアントウェルペン大聖堂 Cathedral of Our Lady、そしてパリのノートルダム大聖堂などが挙げられる。あるものは、教会のステンドグラスの構造に形式を真似られたものも見られる。三連形式は現代の画家・写真家たちにも影響を与えているが、彼らの三連形式は必ずしも蝶番で動くわけではない。
この言葉の起源は古代ギリシア語の triptychos, ギリシャ語表記：τρίπτυχο で、古代ローマ人が書字板（それもまた真ん中のパネルと蝶番で繋がった2つの側面パネルがあった）に書き記したものから、中世になって現在使われる綴りになった。なお、ペンダント・ジュエリーにも三連形式は使われている。

## 多翼祭壇画

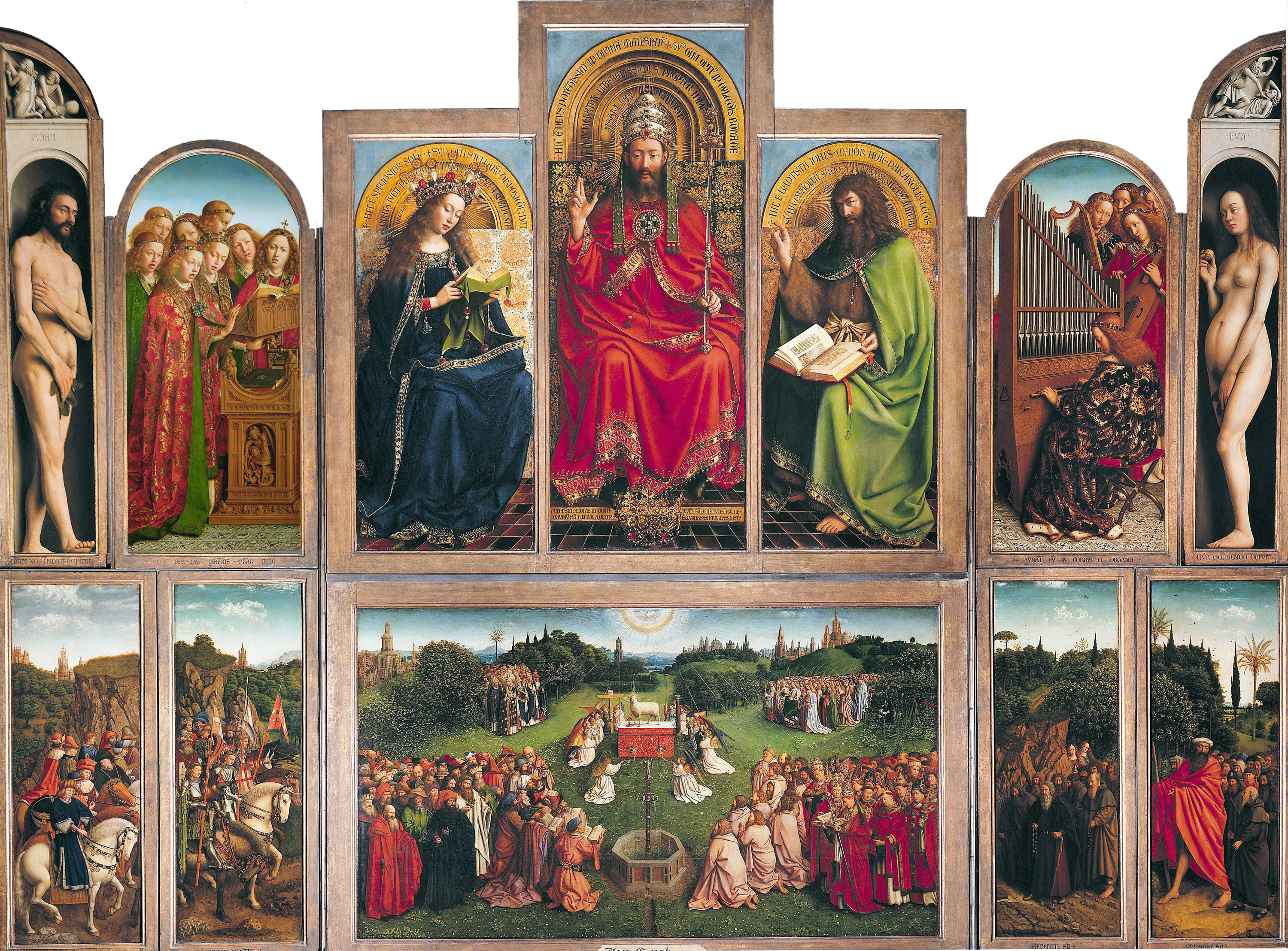
ヘントの多翼祭壇画（15世紀）

多翼祭壇画（たよくさいだんが）は、複数の絵画（多くは板絵）や浮き彫りで構成する、祭壇画の一様式。
ルネサンス期のヨーロッパで多く制作され、主にキリスト教の教会で祭壇を飾るためのもの。小型のものは個人の家にも置かれた。
ヤン・ファン・エイクらによるヘントの多翼祭壇画が有名なもののひとつ。
両翼は扉になっており、写真はそれを開いた状態のもの。

## 背障

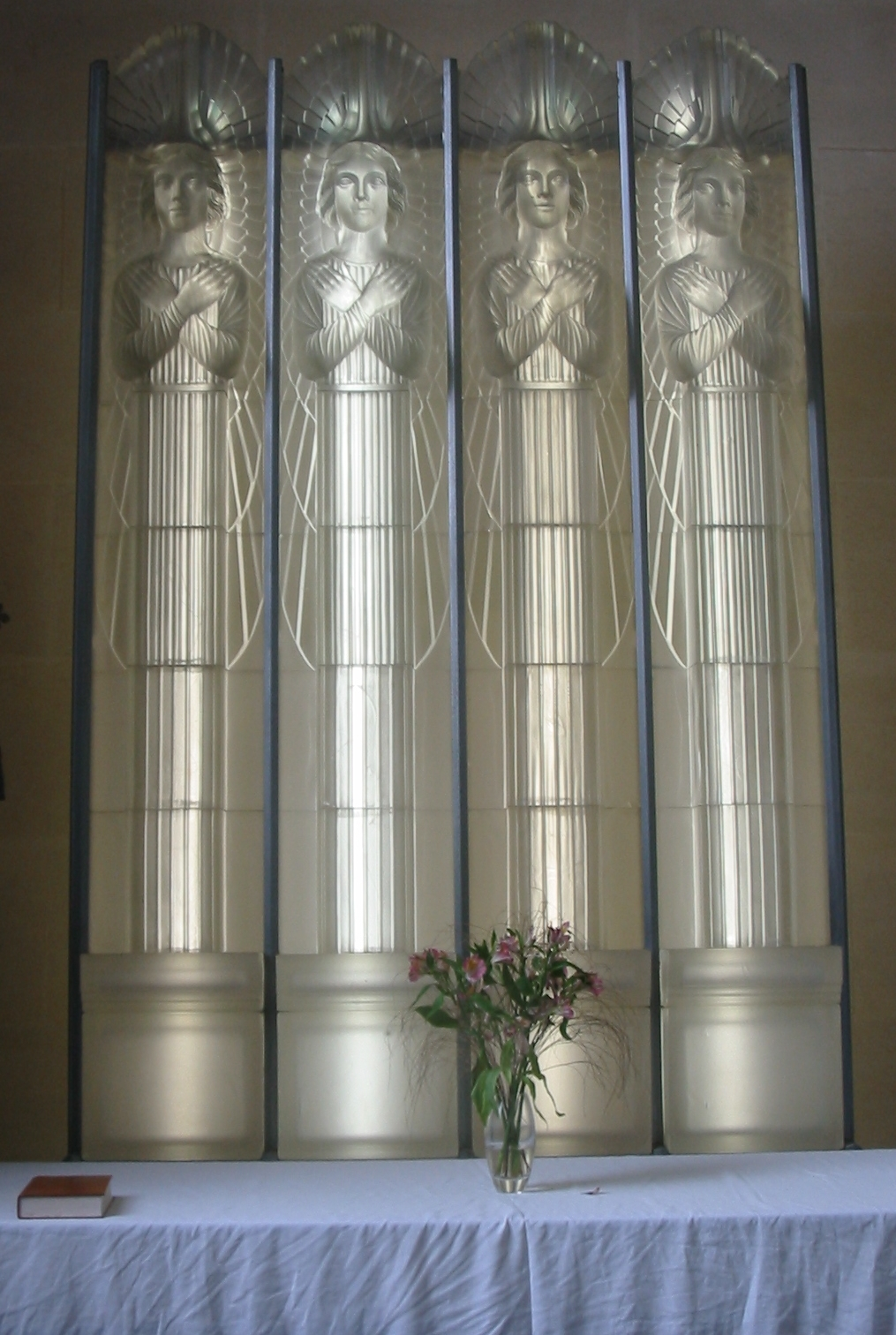
ガラスで作られた現代の背障（ジャージー島、ミルブルック、ガラスの教会こと聖マシュー教会）

背障（はいしょう、reredos or raredos）とは、教会の祭壇の背後にある衝立もしくは飾りのこと。通常、そこには宗教的イコノグラフィーもしくは像（イメージ）が描かれる。石・木・金属・象牙、またはその混合でできている。像は、絵を描くか・彫るか・金メッキを施すか・モザイクにするか・彫像を置くかする。タペストリー、絹かベルベットの編み物を使う場合もある。
中世イギリスで生まれた言葉だが、語源は（1）14世紀のアングロ＝ノルマン語 areredos、（2）arere （背後）+dos（後ろ）、（3）ラテン語の dorsum である。
reredosの同義語に retable という言葉がある。祭壇が壁から遠ざかった時代に生まれた言葉だと思われる。祭壇がまだ壁とくっついていた頃には、祭壇の上か後ろにはreredosはなく、その代わりにretable（垂れ幕の類）があった。また、retableは祭壇の十字架、花、燭台があったところにあった。なお、フランスでは、retable（レターブル）がreredosの意味で使われている。スペインの retablo（レタブロ）も同様である。
reredosという言葉は14〜15世紀の後は使われなくなった。しかし、19世紀になって復活した。